# Special Olympics
Special Olympics Inc. è l'associazione sportiva internazionale che organizza, con cadenza quadriennale, i Giochi Olimpici Speciali.
L'associazione è membro di SportAccord e riconosciuta dal Comitato Olimpico Internazionale.

## Storia
Fondata da Eunice Kennedy Shriver — sorella di John Fitzgerald Kennedy — negli Usa nel 1968, propone ed organizza allenamenti ed eventi per persone con disabilità intellettiva e per ogni livello di abilità.
Predispone un programma internazionale di allenamento sportivo e competizioni atletiche per 5.169.489 ragazzi ed adulti con disabilità intellettiva. Nel mondo sono 180 i Paesi che adottano il programma Special Olympics, 1.114.697 di volontari aiutano a realizzare ogni anno circa 103.540 grandi eventi.
In Italia è riconosciuta dal CONI come Associazione benemerita dal 2004 e dal CIP dal 2008. Ogni anno organizza Giochi Nazionali e Regionali in 10 discipline sportive; annualmente una rappresentativa italiana viene chiamata a partecipare alternativamente ai Giochi Mondiali (Invernali o Estivi) o a quelli Europei.
Nell'ottobre 2006 sono stati organizzati a Roma i Giochi Olimpici Speciali giovanili d'Europa (Special Olympics European Youth Games), ai quali hanno partecipato 1.500 atleti provenienti da 55 Paesi di Europa ed Eurasia. Il 3 dicembre 2007, Giornata Mondiale della Disabilità, la Delegazione di Atleti e Tecnici, di ritorno dai Giochi Mondiali di Shanghai, è stata ricevuta al Quirinale dal presidente della Repubblica Italiana, Giorgio Napolitano, che ha assegnato alle Special Olympics una targa al merito sportivo della Presidenza.
Hanno ricoperto il ruolo di presidente di Special Olympics Italia:
- Alessandro Palazzotti - dal 1994 al 2003
- Federico Vicentini - dal 2003 al 2005
- Angelo Moratti - dal 2005 al 2012
- Maurizio Romiti - dal 2012 al 2018
- Angelo Moratti - dal 2018 ad oggi

Angelo Moratti, che insieme ad Alessandro Palazzotti e Federico Vicentini ricopre la carica di vicepresidente nazionale, fa anche parte del consiglio d'amministrazione di Special Olympics International Inc.

## Alternarsi
I Giochi Mondiali Estivi Special Olympics si tengono ogni quattro anni come per l'edizione invernale: le due manifestazioni sono sfalsate di due anni esattamente come avviene per i Giochi Olimpici.

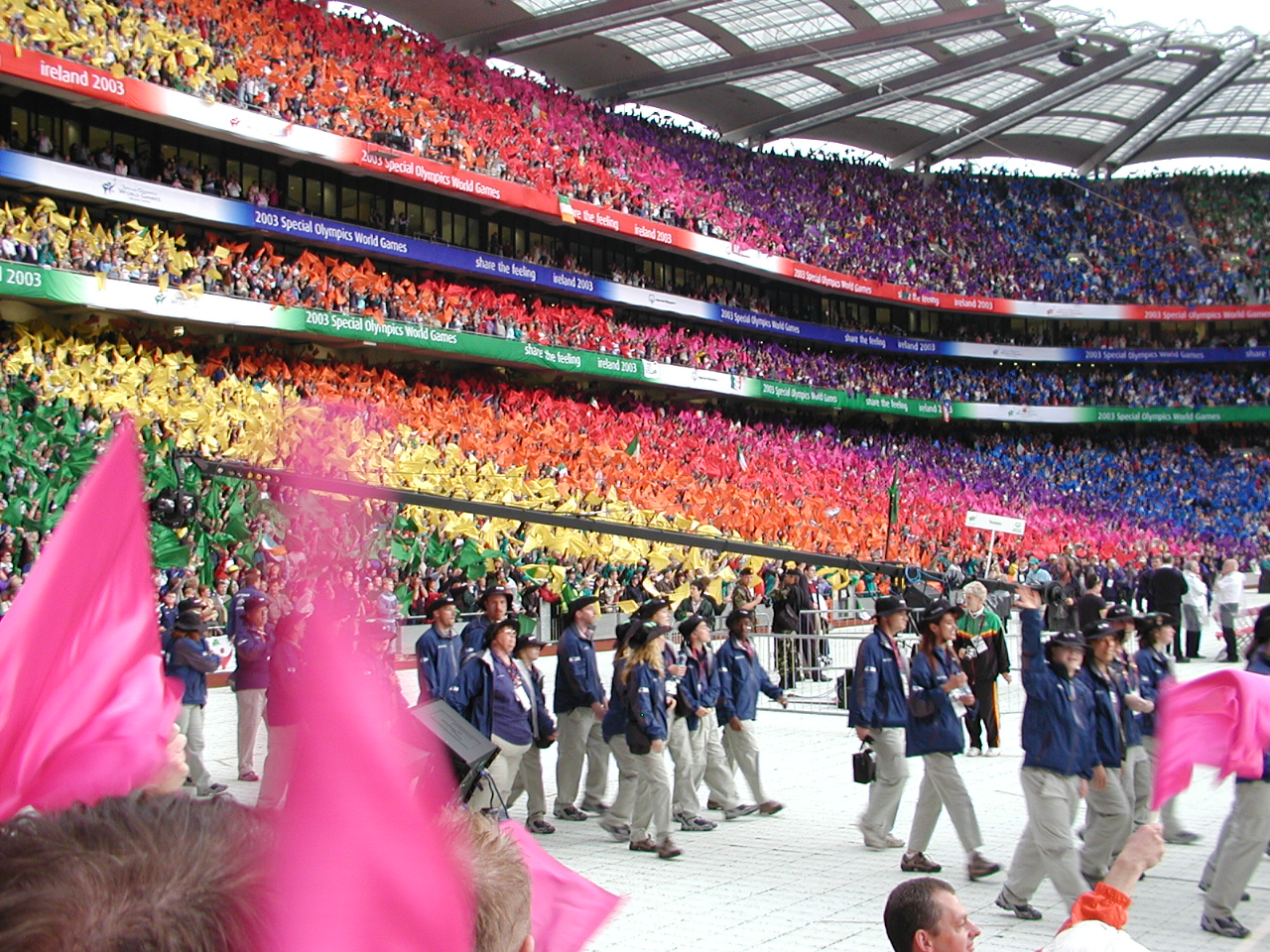
Cerimonia di apertura alle Olimpiadi speciali estive del 2003